# Josef Bucher (Politiker, 1815)
Josef Bucher (* 27. Dezember 1815 in Escholzmatt; † 26. Dezember 1888 ebenda) war ein Schweizer Politiker. Von 1854 bis 1863 und von 1865 bis 1872 gehörte er dem Nationalrat an.

## Biografie
Bucher übernahm nach der Schulzeit die Gastwirtschaft seines Vaters in Escholzmatt. Neben seiner Tätigkeit als Gastwirt war er von 1854 bis 1885 Präsident des Bezirksgerichts des Amtes Entlebuch, von 1860 bis 1888 Kassier der Luzerner Kantonalbank. Von 1873 bis 1875 sass er ausserdem im Verwaltungsrat der Bern-Luzern-Bahn.
Bucher stand den Freisinnigen nahe und wurde 1847 in den Grossen Rat des Kantons Luzern gewählt, dem er ununterbrochen bis 1884 angehörte. Nach der Kapitulation Luzerns im Sonderbundskrieg war er Mitglied der provisorischen Kantonsregierung. Er kandidierte bei den Nationalratswahlen 1854 und wurde im Wahlkreis Luzern-Süd gewählt. 1863 trat er zurück, zog aber im Januar 1865 bei einer Nachwahl wieder in den Nationalrat ein und gehörte diesem weitere sieben Jahre an. Im Nationalrat setzte er sich insbesondere für die wirtschaftlichen Interessen der Region Entlebuch ein.